# Ermita de Barranco
La Ermita de Barranco es una iglesia en el distrito de Barranco, en Lima (Perú). Permanece cerrada debido a que el terremoto de Lima de 1974 daño a la estructura.

## Historia
Fue construida a mediados del siglo XVIII. Antiguamente esta iglesia era una pequeña capilla la cual acudían humildes pescadores y viajeros. En 1874, fue elegida como centro y capital del pueblo de San José de Surco.
Tras su destrucción en la Guerra del Pacífico la ermita fue reconstruida en 1882. La ermita se sometió a varios cambios desde sus inicios.
Fue declarado monumento la primera en 1955 y la segunda en 1972 por R.S. 2972 ED.
Desde 1974, permanece cerrada debido a que el Terremoto de Lima de 1974 daño a la estructura.

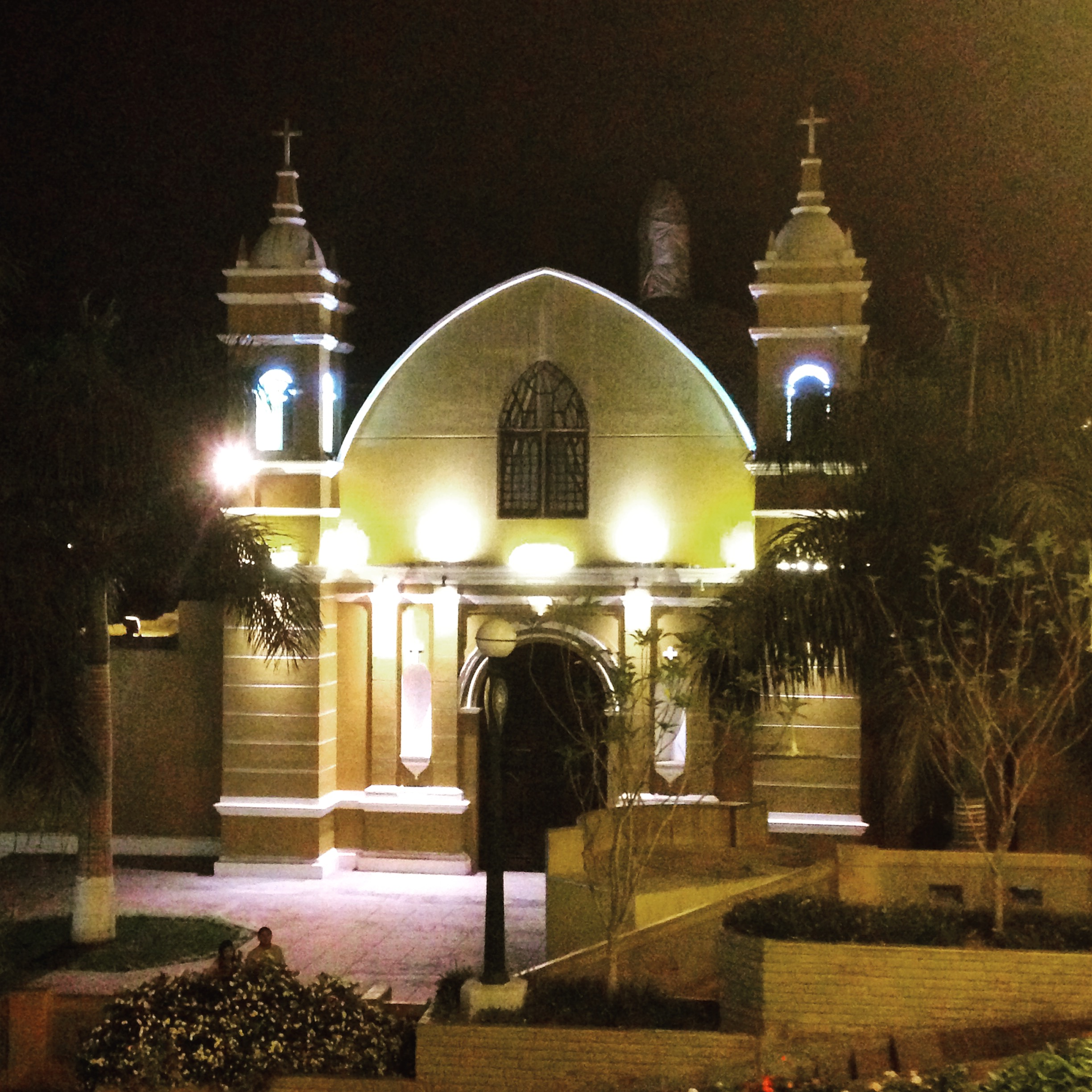